# Земля. Море. Вогонь. Небо
Земля. Море. Вогонь. Небо (азерб. Torpaq. Dəniz. Od. Səma) — радянський художній фільм-драма 1967 року, знятий на кіностудії «Азербайджанфільм».

## Сюжет
Фільм складається з новел, які розповідають про долі чотирьох поколінь, які жили в різні часи.

## У ролях
- Ісмаїл Османли — дід Карім (російський дубляж: Павло Шпрингфельд)
- Аладдин Аббасов — Алі (внутрішній дубляж: Юсіф Велієв; російський дубляж: Володимир Ферапонтов)
- Тамара Кокова — Гюльшум (внутрішній дубляж: Етайя Алієва
- Фідан Касимова — Севда (внутрішній дубляж: Аміна Юсіфкизи; російський дубляж: Наталія Кустинська)
- Камран Раджабли — Каміль (дитина)
- Алескер Ібрагімов — Каміль (внутрішній дубляж: Гасан Аблуч; російський дубляж: Руслан Ахметов)
- Джаміля Мамедова — Солмаз (дитина)
- Севда Алієва — Солмаз
- Вагіф Гасанов — Мурад (дитина)
- Фікрет Алієв — Мурад (російський дубляж: Юрій Мартинов)
- Рафік Тагієв — дядько Мурад (внутрішній дубляж: Мухліс Джанізаде; російський дубляж: Геннадій Крашенинников)
- Алігейдар Гасанзаде — мисливець
- Земфіра Садикова — Лейла
- Г. Джафарова — епізод
- А. Жариков — епізод
- Гамлет Ханізаде — нафтовик
- Хаміз Мурадов — епізод
- Гаджимамед Кафказли — резидент
- Анвар Хасанов — молодий солдат
- Тораханим Зейналова — стара
- Юсіф Юлдуз — резидент
- Маяк Карімов — гість

## Знімальна група
- Автор сценарію: Анар
- Режисер-постановник: Шаміль Махмудбеков
- Оператор-постановник: Расім Ісмайлов
- Художник-постановник: Надір Зейналов
- Художник по костюмам: Елбек Рзагулієв
- Звукооператор: Агахусейн Карімов
- Оркестр: Камерний оркестр Комітету по радіо і телебаченню при Раді міністрів Азербайджанської РСР
- Диригент: Назім Рзаєв
- Асистенти режисера: Аскер Ісмаїлов, Мірзабала Меліков, Хаміс Мурадов, Неллі Махмудова
- Асистенти оператора: Едуард Галакчієв, Рафік Керімов, Хамза Ахмедоглу
- Асистент художника: Т. Мелікзаде
- Оператор комбінованих зйомок: Мірза Мустафаєв
- Художник комбінованих зйомок: Едуард Абдуллаєв
- Редактор: Ю. Векілов
- Директор фільму: Даниїл Євдаєв